# 台灣鄉土文學論戰
台灣鄉土文學論戰（1977年-1978年）是一場從1970年代初期（民國60年代）開始，關於台灣文學之寫作方向和路線的探討。特別是在1977年4月至1978年1月之間，關於這個議題的討論，更是達到了前所未有的高潮，一般稱之為「鄉土文學論戰」。表面上，這是一場關於文學之本質應否反映台灣現實社會的文壇論爭，但是在實質上，這場論戰卻是「台灣戰後歷史中一次政治、經濟、社會、文學的總檢驗」。
事實上，類似的論戰在1930年代日治時期的台灣也發生過，所以有人將1930年代的論戰稱之為「第一次鄉土文學論戰」，而將1970年代的論戰稱之為「第二次鄉土文學論戰」。依學者研究，「台灣話文論戰」通常用來指涉1930年代的那次論戰，而以「台灣鄉土文學論戰」來指涉1970年代的這次論戰。

## 論戰背景
中華民國統治台灣之後，所大力推銷反共文學和中國舊文學。在這種情況下，以描寫鄉村生活的鄉土文學，在1950年代和1960年代，也就一直處於文壇的末流，其風格是質樸和寫實，但相對上缺乏批判精神。
1960年代中期，所謂「現實主義」的文學觀點開始出現在台灣的文壇上，而以尉天驄所主編的《文學季刊》作為最重要的作家集結園地。到了1970年代，現實主義的文學觀逐漸滲入鄉土文學作家的作品當中，而成為可以和當時文壇之主流 --- 「現代主義」文學 --- 分庭抗禮的一個文學主張。鄉土文學的重要作家像是陳映真、黃春明、王禎和、王拓、楊青矗等人，都逐漸在文壇上漸露頭角。

## 論戰過程
在「回歸現實」的思潮下，1970年代漸漸以描寫現實、思考社會問題的「鄉土文學」為主流。一般的研究者都認為，由王健壯主編的《仙人掌雜誌》，該雜誌於1977年4月號上刊登的三篇文章，引爆了台灣的「鄉土文學論戰」。這三篇是由王拓(1977)、銀正雄(1977)、及朱西甯(1977)所發表，為整個「鄉土文學論戰」正式揭開了序幕。
在王拓題為〈是「現實主義」文學，不是「鄉土文學」〉的文章中，他認為鄉土文學的興盛是可喜的現象。至於鄉土文學的書寫對象，不應該僅包括所謂的農村文學，也還應該包括以描寫都市生活為主的社會現實文學，所以他建議以「現實主義文學」這個稱謂，來取代「鄉土文學」這個標誌。銀正雄則大力批評，王拓以及其他所謂鄉土文學作家的作品「有變成表達仇恨、憎惡等意識的工具的危機」。朱西甯則從另一角度批判鄉土文學，認為：過於強調鄉土，有可能流於地方主義；而且部分鄉土文學論者對台灣意識的過度強調，有分離主義、主張台灣獨立的嫌疑。朱西甯雖然讚揚日治時期台灣作家在保存民族文化方面的努力，但他質疑「在這片曾被日本佔據經營了半個世紀的鄉土，其對民族文化的忠誠度和精純度如何？」，並以「氣度不夠恢弘活潑」評論日本統治遺留於鄉土文化中的負面影響（朱西甯〈回歸何處？如何回歸？〉；此說相當程度反映出朱西甯以中華文化正宗的角度自居，對當代台灣意識及鄉土文學「忠誠度和精純度」的懷疑。
同年8月，《中央日報》總主筆彭歌在《聯合報》發表〈不談人性，何有文學？〉一文(彭歌 1977a，1977b，1977c)，點名批判王拓、尉天聰及陳映真三人指責他們「不辨善惡，只講階級」、和共產黨的階級理論掛上鉤。8月20日，余光中也在《聯合報》上發表〈狼來了〉一文，認為台灣的鄉土文學跟中國大陸強調階級鬥爭的工農兵文學「竟似有暗合之處」。余光中的這篇〈狼來了〉發表以後，「一時之間，被喻為『血滴子』的大帽子在文壇弄得風聲鶴唳，瀰漫著肅殺的血腥氣息」。:40
於是，一場原本是關於文學和社會現實之關係的討論，終於引起國民黨官方的側目，而主動開始攻擊所謂的鄉土文學作家。根據楊碧川的資料，單單是國府官方以及當時的《中國時報》和《聯合報》兩大報，從1977年7月15日到11月24日為止，就有五十八篇文章攻擊鄉土文學。國民黨官方也曾將這些批評文章的部分整理出版，叫做《當前文學問題總批判》。
1977年8月29日，國民黨為此召開第二次文藝會談，共有270多人參加，而所有所謂「有問題」的作家都未被邀請參加該次座談。時任中華民國總統嚴家淦並出面大聲疾呼，要作家們「堅持反共文學立場」。1978年1月，在台北召開的「國軍文藝大會」上，楚崧秋期待文學界要平心靜氣、求真求實，共同發揚中華民族文藝。國防部總政戰部主任王昇上將則強調要團結鄉土，鄉土之愛擴大了就是國家之愛、民族之愛。這次大會意味著官方對鄉土文學之批判的終止，也為「鄉土文學論戰」畫上了一個暫時的休止符。

## 對於論戰的解讀
事實上，和「鄉土文學論戰」相關的論述極為複雜，表面上雖然是以「現代主義 vs. 鄉土文學」的形式展開，但是，在這裡面流竄的相關論述非常多，至少包括了「右翼中國國族主義」、「左翼中國國族主義」、「現代化論」、「台灣本土論」等相互競爭的看法。後來的論戰形式主要是以「右翼中國國族主義 + 現代化論 vs. 左翼中國國族主義 + 台灣本土論」的結盟方式展開，或者用楊照(1991，134)的話來看，真正的論戰兩造是「官方意識型態 vs. 反官方意識型態」。
在這種情形下，反官方意識型態的陣營這邊(主要以陳映真、王拓、尉天驄、高準等人為代表)，其實在立場上並不是統整一致的，其中最重要的差異，莫過中國立場和台灣立場的歧異。也就是說，在鄉土文學論戰中，「『本土』這個認知仍然隱約之間側身於『中國』符號之下，尚未正式浮顯為一種抗爭場域」(陳明成 2002，121)。造成這種現象的最基本原因，當然是當時政治環境的影響。受限於當時國民黨對中國民族主義之雷厲風行的宣傳，知識份子早就習慣在言論上進行自我檢查，因此，比較強調「台灣主體性」的言論，並不敢正式浮上檯面。一直要到1980年代，由於黨外運動在政治場域上對民主自由的爭取，鄉土文學作家中這種中國立場和台灣立場的衝突，才正式爆發出來，而演變成從1983年開始的「台灣意識論戰」。

## 和「鄉土文學論戰」相關的史料與研究書目
(按照作者姓氏漢語拼音順序排列)
- 陳映真，1998，台灣鄉土文學‧皇民文學的清理與批判。台北：人間出版社。
- 池煥德，1997，台灣：一個符號鬥爭的場域：以台灣結/中國結論戰為例。東海大學社會學研究所碩士論文。
- 陳正醍，1982a，台灣的鄉土文學論戰(上)。暖流 2：22-33。
- 陳正醍，1982b，台灣的鄉土文學論戰(下)。暖流 2：60-71。
- 郭紀舟，1999，70年代台灣左翼運動。台北：海峽學術。
- 洪儀真，1996，三O年代和七O年代台灣鄉土論戰中的左翼思想及其背景之比較 。國立台灣大學社會學研究所碩士論文。
- 藍博堂，1992，台灣鄉土文學論戰及其餘波(1971-1987)。國立臺灣師範大學歷史研究所碩士論文。
- 李祖琛，1986，七十年代臺灣鄉土文學運動析論：傳播結構的觀察。國立政治大學新聞研究所碩士論文。
- 王若萍，1997，一個反支配論述的形成：一九七○年代台灣鄉土文學的論述與形構。國立臺灣師範大學歷史學系碩士論文。
- 尉天驄編，1978，鄉土文學討論集。台北：遠景 。
- 翁慧雯，1994，文學與政治：七O 年代台灣的「鄉土文學」論戰。國立臺灣大學社會學研究所碩士論文。
- 周永芳，1991，七十年代台灣鄉土文學論戰研究。中國文化大學中國文學研究所碩士論文。